# Ulf Sundelin
Ulf Artur Sundelin est un marin suédois né le 26 mai 1943 à Nacka.
Il est sacré champion olympique de voile en 5,5 mètres JI aux Jeux olympiques d'été de 1968 de Mexico avec ses frères Peter et Jörgen sur le Wasa IV. Il participe aussi aux Jeux olympiques d'été de 1972 se déroulant à Munich, se classant sixième en classe Dragon.